# Carlsruhe
Carlsruhe is een plaats in de Australische deelstaat Victoria en telt 442 inwoners (2006).